# Santos Iriarte
Victoriano Santos Iriarte, zvaný též El Canario (2. listopadu 1902 – 10. listopadu 1968) byl uruguayský fotbalista. Nastupoval především na postu útočníka.
S uruguayskou reprezentací vyhrál mistrovství světa ve fotbale 1930. V národním týmu působil v letech 1930-1931 a odehrál za něj 5 utkání, v nichž vstřelil 2 góly, oba na mistrovství světa 1930, Jugoslávii a ve finále Argentině.
S klubem Peñarol Montevideo se stal mistrem Uruguaye (1932).